# Lucien De Muynck
Lucien De Muynck   (Heule, 1 d'agost de 1931 - 24 d'octubre de 1999) és un atleta belga, ja retirat, especialista en curses de mig fons, que va competir durant la dècada de 1950.
El 1952 va prendre part en els Jocs Olímpics de Hèlsinki, on quedà eliminat en sèries en la cursa dels 800 metres del programa d'atletisme.
En el seu palmarès destaca una medalla de plata en els 800 metres al Campionat d'Europa d'atletisme de 1954, rere l'hongarès Lajos Szentgáli.

## Millors marques
- 800 metres. 1' 47.3" (1954)[1][3]